# Nạc thăn (heo)

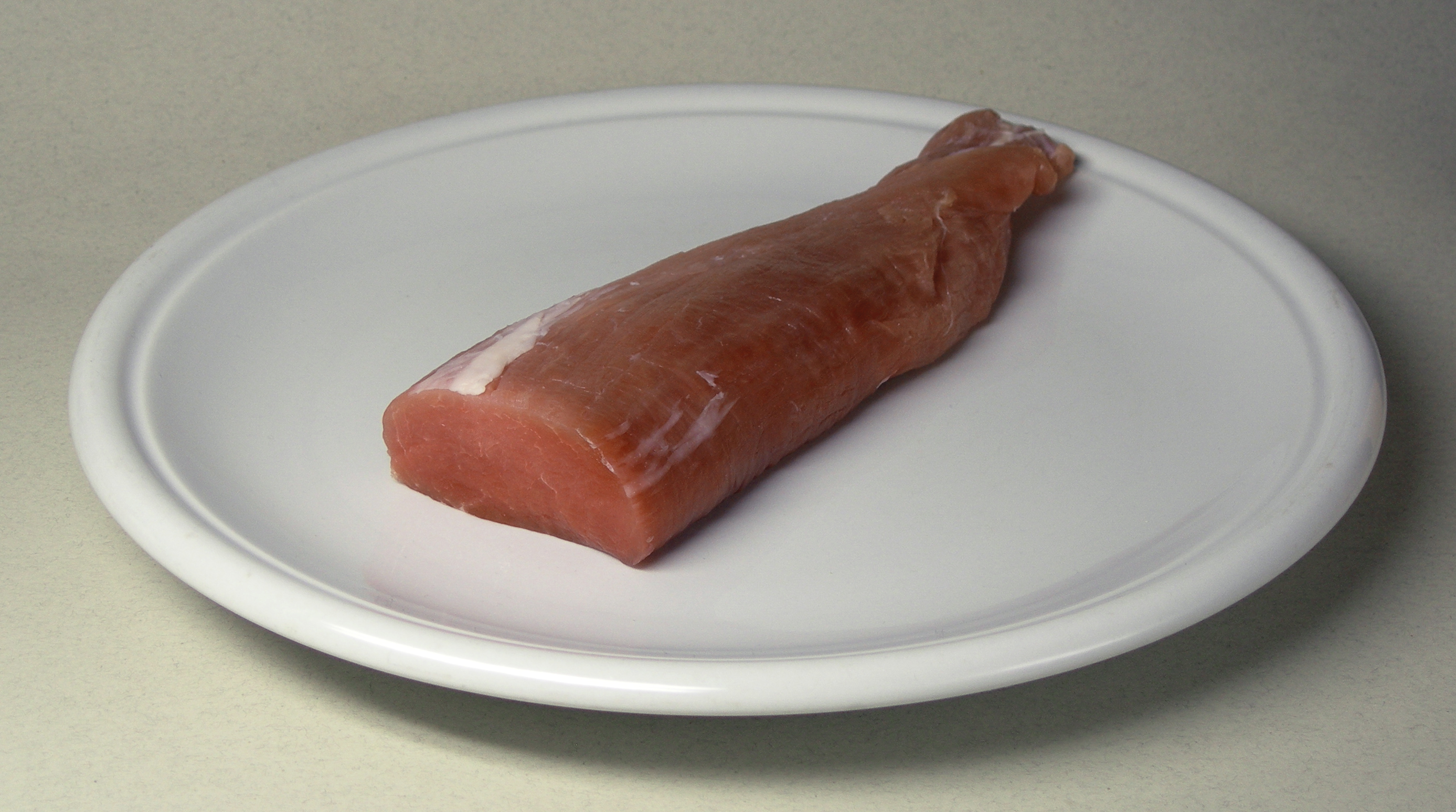
Miếng nạc thăn

Vị trí thịt nạc thăn trong cơ thể con heo là số 8

Nạc thăn của thịt heo là miếng thịt cắt từ bắp thịt psoas major, nằm phía trước và chạy dọc cột xương sống của con heo gần dưới phía chân sau. 
Miếng thịt nạc này mềm vì động vật bốn chân không dùng nó khi chuyển động mà tác dụng chính là để giữ dạng thẳng của cơ thể.
Trong ngành ẩm thực Việt Nam, miếng nạc thăn được chuộng dùng làm giò lụa.